# Центральная Азия плюс Китай
Центральная Азия плюс Япония — взаимодействие Китая и стран Центральной Азии — Казахстана, Кыргызстана, Таджикистана, Узбекистана и Туркменистана. С 2023 года страны на высшем уровне взаимодействуют в формате «5+1» в рамках Саммита «Китай — Центральная Азия».

## История
Взаимоотношения народов Центральной Азии и Китая имеют давнюю историю, уходящую своими корнями в глубокую древность. Важнейшую роль в развитии взаимоотношений этих регионов сыграл Великий шелковый путь, на протяжении которого возникали и расцветали целые города. Сеть маршрутов этого древнего торгового пути служила своего рода артерией, по которой происходил обмен религиозными учениями, произведениями искусства, наукой, языками и техническими достижениями. В этот период регион Центральной Азии взаимодействовал с Китаем относительно самостоятельно. Однако со второй половины XIX века взаимоотношения характеризуется полным отсутствием самостоятельности со стороны Центральной Азии. Такое положение вещей существовало до конца XX. 
С 1991 года уже независимые государства Казахстан, Кыргызстан, Таджикистан, Узбекистана и Туркменистан наладили двухсторонние отношения с различными странами мира, в том числе с Китаем. В последующие годы начали появляться форматы 5+1, по которой 5 стран Центральной Азии, образующие единую культурно-историческую общность Туркестан, налаживали сотрудничество с третьими странами. Так, в 2004 была организована инициатива Центральная Азия плюс Япония, с 2007 существует форум сотрудничества «Республика Корея — Центральная Азия», а в 2015 году между США и странами региона была образована региональная дипломатическая платформа «С5+1».
В свою очередь Китай долгое время сотрудничал со странами региона преимущественно на двухсторонней основе, либо же в более расширенных региональных форматах, таких как ЦАРЭС и другие. Тем не менее, в этот период Китай со странами Центральной Азии реализовывал различные совместные проекты, например был построен Газопровод Туркменистан — Китай. Позже сотрудничество Китая со странами региона продолжилась и в рамках инициативы «Пояс и Пусть», которую представил глава Китая Си Цзиньпин в 2013 году в университете Казахстана. 

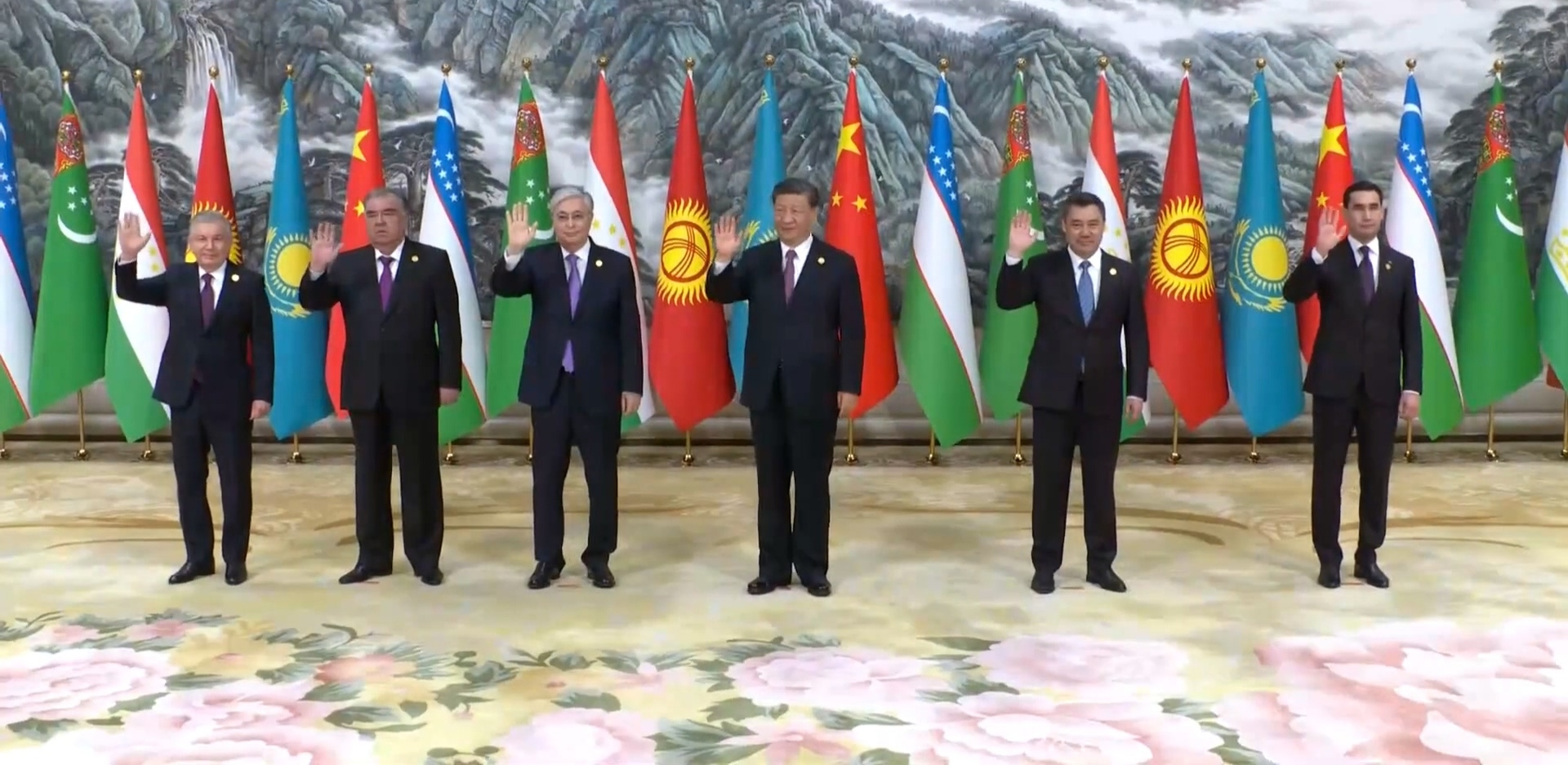
Главы государств Центральной Азии и Китая на Саммите «Китай — Центральная Азия» (2023).

В 2020 году Китай и страны Центральной Азии приняли важное решение о запуске регулярных министерских встреч в формате 5+1. В 2022 году к 30-летию установления дипломатических отношений с Китаем лидеры пяти стран ЦА предложили довести сотрудничество до уровня встреч глав государств. В 2023 году в Сиане состоялся первый Саммит «Китай — Центральная Азия», официально закрепивший новый формат взаимодействия на высшем уровне.
Саммит «Китай — Центральная Азия», который прошёл в мае 2023 года в городе Сиань (Китай) по эгидой «сообщества с единой судьбой», стал первым площадкой на которой лично встретились исключительно лидеры Китая и стран Центральной Азии. По итогам Саммита главы государств подписали ряд документов в области экономического сотрудничества, развития инфраструктуры, сельского хозяйства, таможенных процедур. Также была принята «Сианьская декларация», в которой регламентировалось дальнейшее взаимодействие, в том числе была обозначена периодичность встреч раз в два года. Проведение второго Саммита «Китай — Центральная Азия» было назначено на июнь 2025 года в городе Астана (Казахстан).
В марте 2024 года начал работу секретариат «Китай — Центральная Азия», что продемонстрировало решимость сторон углублять взаимодействие. Церемония открытия прошла в городе Сиань (КНР). Министры иностранных дел стран участниц высоко оценили запуск секретариата, отметив его важность для координации межгосударственных усилий. Министр иностранных дел Китая Ван И направил поздравительное письмо по этому случаю.
В декабре 2024 года в городе Чэнду состоялась пятая встреча министров иностранных дел «Китая—Центральная Азия», а в апреле 2025 года в Алматы прошла шестая встреча.
В июне 2025 года в городе Астане состоялся второй саммит «Китай — Центральная Азия». В ходе саммита главы стран участниц несколько дней провели в столице Казахстана. Президент Касым-Жомарт Токаев особо отметил символичность визита председателя КНР Си Цзиньпина, совпавшего с его днем рождения.

## Экономическое сотрудничество и инвестиции
Китай много лет является крупнейшим торговым партнером стран Центральной Азии. Центральная Азия остается для Китая ценным поставщиком продуктов сельского хозяйства, полезных ископаемых и других продуктов. В свою очередь страны региона закупают из Китая широкий спектр различной продукции, включая электротехнические приборы и компоненты. В 2024 году объем торговли достиг 95 млрд долларов.
Китай и страны Центральной Азии совместно реализуют крупные инфраструктурные проекты. Так, в феврале 2024 года начал работу казахстанский транспортно-логистический терминал в Сиане, что улучшило торговую и логистическую связь регионов. Также в 2024 году Китай, Кыргызстан и Узбекистан подписали соглашение о реализации крупного проекта — железной дороги Китай — Кыргызстан — Узбекистан, строительство которой началось в конце года. Китай поддерживает развитие логистических маршрутов Китай-Европа, в том числе Транскаспийского международного транспортного маршрута (ТМТМ). При технической поддержке Китая в регионе было реализовано множество проектов в сфере энергетики, были построены солнечные, ветровые и гидроэлектростанции.

### Показатели
В 2022 году объем торговли между Китаем и странами Центральной Азии превысил 70 млрд долларов США. В 2024 году этот показатель достиг 95 млрд долларов.